# Damiana

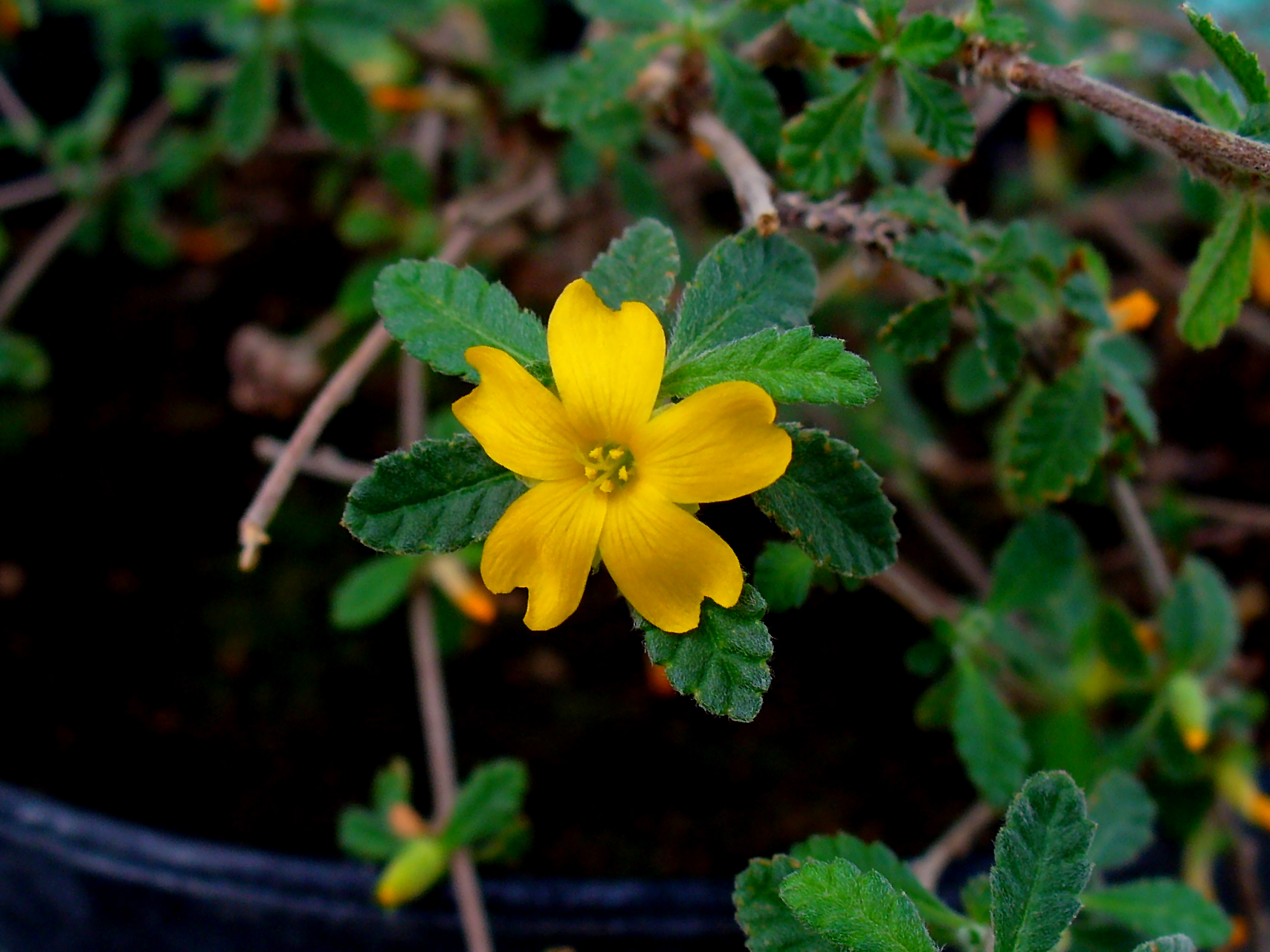
Turnera diffusa

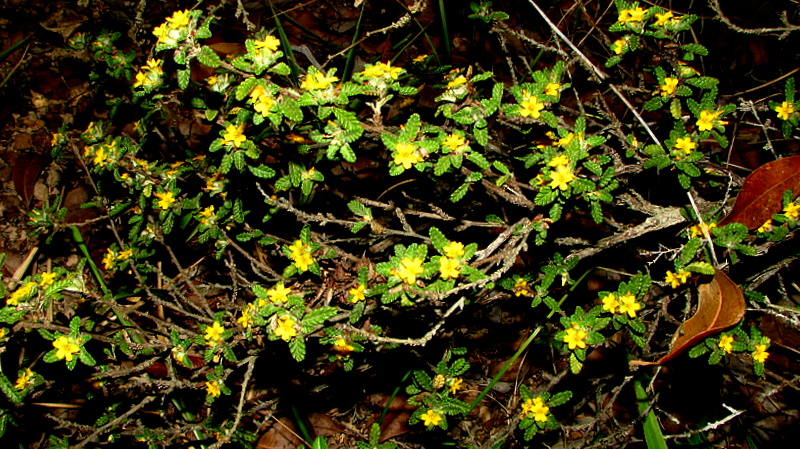
Habitus

Damiana (Turnera diffusa) ist eine Pflanzenart in der Gattung der Safranmalven (Turnera) aus der Familie der Passionsblumengewächse (Passifloraceae). Ihr natürliches Verbreitungsgebiet reicht vom südlichen Nordamerika bis nach Argentinien. Bekannt ist diese Art vor allem wegen der ihr zugeschriebenen Wirkung als natürliches Aphrodisiakum, sie wird aber u. a. auch wegen der enthaltenen ätherischen Öle wie Cineol und Thymol bei Erkältungen und aufgrund des Koffeingehalts als Tonikum eingesetzt.

## Beschreibung
Damiana ist ein häufig vielverzweigter, kleiner Strauch, der Wuchshöhen von 1 bis zu 2 Meter erreicht. Alle Pflanzenteile sind fein oder flaumig behaart.
Die wechselständigen, einfachen und kurz gestielten, leicht behaarten Laubblätter sind in der Spreitenform und Größe sehr variabel. Das Spektrum reicht von eiförmig bis -lanzettlich über spatelförmig bis verkehrt-eiförmig, -eilanzettlich. In der Regel sind die stumpfen bis spitzen oder abgerundeten Laubblätter zwischen 1 und 3 Zentimeter lang. Der Blattrand ist gesägt oder gekerbt, die Basis ist keilförmig. Die Nervatur ist gefiedert und oberseits eingeprägt. Die Blatthaare stehen gehäuft auf den Adern.
Turnera diffusa ist hetero- und distyl. Die kleinen Blüten erscheinen einzeln und achselständig mit kleinen Tragblättern. Die zwittrigen und fünfzähligen Blüten mit doppelter Blütenhülle sind sehr kurz gestielt bis fast sitzend. Der Kelch ist fünfzipflig. Die genagelten Kronblätter sind leuchtend gelb, sie sind 8 bis 12 Millimeter lang und überragen die Kelchzipfel deutlich. Die Blütezeit reicht vom frühen bis späten Sommer.
Es sind fünf kurze Staubblätter vorhanden. Der Fruchtknoten ist oberständig mit drei Griffeln mit fransigen Narben.
Die rundliche, sehr kleine und mehrsamige, lokulizidale, behaarte Kapselfrucht mit einem Durchmesser bis 5 Millimeter duftet süß und schmeckt feigenähnlich; sie ist einkammerig und öffnet sich dreiklappig. Die kleinen, bis 2 Millimeter langen, leicht gebogenen Samen besitzen einen sehr kleinen Arillus.

### Inhaltsstoffe
Vor allem die Blätter enthalten viele Terpene, unter anderem Cineol, Arbutin, Cadinen, Damianin, p-Cymol, Pinen und Thymol, aber auch Tannin und Koffein. Die ätherischen Öle der Pflanze sind leicht flüchtig. Der Geruch der Blätter ist aromatisch und der Geschmack erträglich. Die Wirkstoffe verdampfen bei einer Temperatur von 190 °C.

## Verbreitung
Damiana liebt trockene, felsige offene Standorte. Häufig findet sie sich auf Kalkstein, auf Klippen oder in Mischwäldern in Höhenlagen zwischen 500 und 1950 Metern.
Im Norden reicht das Verbreitungsgebiet bis in die Vereinigten Staaten. Dort findet sich diese Art in Kalifornien und Texas. Nach Süden reicht das Verbreitungsgebiet durch ganz Mittelamerika über die karibischen Inseln bis Argentinien. Schwerpunkte der Verbreitung liegen in der Baja California und in Nordmexiko. In Guatemala ist diese Art selten.

## Etymologie und Systematik
Der Trivialname Damiana leitet sich vom Schutzpatron der Apotheker ab, dem heiligen Damian.
Der wissenschaftliche Name der Gattung Turnera ehrt den britischen Ornithologen und Botaniker William Turner (um 1510–1568). Das Artepitheton diffusa ist lateinisch und bedeutet „ausgebreitet“. Es wurde wegen des häufig weitverzweigten Wuchsbildes gewählt.
Neben dem gültigen wissenschaftlichen Namen existieren folgende Synonyme: Turnera aphrodisiaca Ward,  Turnera humifusa Endl. ex Walp. und Turnera pringlei Rose. Die in der Baja California verbreitete Damiana wurde von Ignatz Urban als Varietät Turnera diffusa var. aphrodisiaca (Ward) Urb. beschrieben, dieser Ansicht wird jedoch heute in der Regel nicht mehr gefolgt.
Die Erstbeschreibung von Turnera diffusa erfolgte 1820 durch Carl Ludwig von Willdenow in Josef August Schultes: Systema Vegetabilium, 6, S. 679. Turnera diffusa gehört zur Serie Microphyllae Urb. aus der Gattung Turnera in der Unterfamilie der Turneroideae innerhalb der Familie der Passifloraceae.

## Verwendung
Die Blätter werden während der Blütezeit geerntet, um daraus die pharmazeutische Droge zu gewinnen.
Vor allem in Mexiko ist Damiana ein beliebtes Heilkraut. Dort wird es unter den Namen Misibcoc oder Chac-Mixib verwendet, um Erkältungen, Infektionskrankheiten oder Erkrankungen der Blutgefäße zu heilen. Dazu wird aus getrockneten Blättern ein Tee zubereitet oder ein Likör mit den Blättern aromatisiert. Die getrockneten Blätter können auch auf Märkten in Mexiko und Guatemala gefunden werden. Kleinere Mengen kommen auch auf den Markt in den Vereinigten Staaten und Europa, dort ist Damiana als Heilpflanze aber relativ unbekannt.
Mahinda Martínez behauptet in seinem Buch Las Plantas Medicinales de México, dass Damiana schon bei den Mayas traditionell als Aphrodisiakum und Stärkungsmittel Verwendung fand. Christian Rätsch beschreibt die Pflanze in der Enzyklopädie der psychoaktiven Pflanzen als zuverlässiges Mittel in Fällen von sexueller Impotenz, speziell, wenn diese Impotenz auf ein Übermaß an sexueller Aktivität zurückzuführen sei. Damiana würde jedoch auch bei Spermatorrhoe (Samenfluss ohne geschlechtliche Erregung) und Orchitis (Entzündung der Hoden) verschrieben.
Thomas P. Lowry schreibt im Journal of Psychoactive Drugs, ihm hätten Frauen berichtet, dass die Pflanze eine entspannende Wirkung bei Menstruationsschmerzen und -krämpfen hätte.
Damiana wird jedoch auch als Droge und Aphrodisiakum verwendet. Bert Marco Schuldes berichtet in seinem Buch Psychoaktive Pflanzen von erotischer Stimulation, einer Verstärkung erotischer Gefühle und der Hautsensibilität. Neuere humanmedizinische und tierexperimentelle Untersuchungen bestätigen die vermutete Wirkung als Aphrodisiakum und deuten auf eine von Damiana ausgehende Anti-Progesteron-Wirkung hin, was die dem Kraut zugeschriebene Erhöhung der Libido erklären könnte.
Damianablätter können pur oder in Kräutermischungen als Tabakersatz geraucht werden.